# 나이토 마사치카
나이토 마사치카(일본어: 内藤政親, 1645년 ~ 1696년 11월 30일)는 일본 에도 시대의 다이묘로, 이즈미번의 2대 번주이다. 어릴적 이름은 긴이치로(金一郎)이며, 통칭 사콘(左近)이다. 관위는 종5위하, 우콘노타이후, 단바노카미이다.
선대 번주 나이토 마사하루의 맏아들로 태어났다. 태어난 그해 음력 8월 6일에 아버지가 사망하면서, 이듬해 음력 2월에 가문을 계승하고 2대 번주가 되었다. 아버지 대부터 진행되던 조카마치 건설에 주력했고, 번의 기초를 쌓는 데에 힘을 쏟았다. 학문에 열심이어서 5대 쇼군 도쿠가와 쓰나요시에게 총애받아, 소자반에 임명되었고, 1690년부터는 와카도시요리에 임명되어 1694년까지 재임하였다.
1696년에 52세의 나이로 생을 마감했고, 셋째 아들 마사모리가 그 뒤를 이었다.
| 전임 나이토 마사하루 | 제2대 이즈미번 번주 (나이토 가문) 1646년 ~ 1696년 | 후임 나이토 마사모리 |